# Hybos grossipes
Hybos grossipes är en tvåvingeart som först beskrevs av Carl von Linné 1767.  Hybos grossipes ingår i släktet Hybos och familjen puckeldansflugor. Arten är reproducerande i Sverige. Inga underarter finns listade i Catalogue of Life.

## Bildgalleri

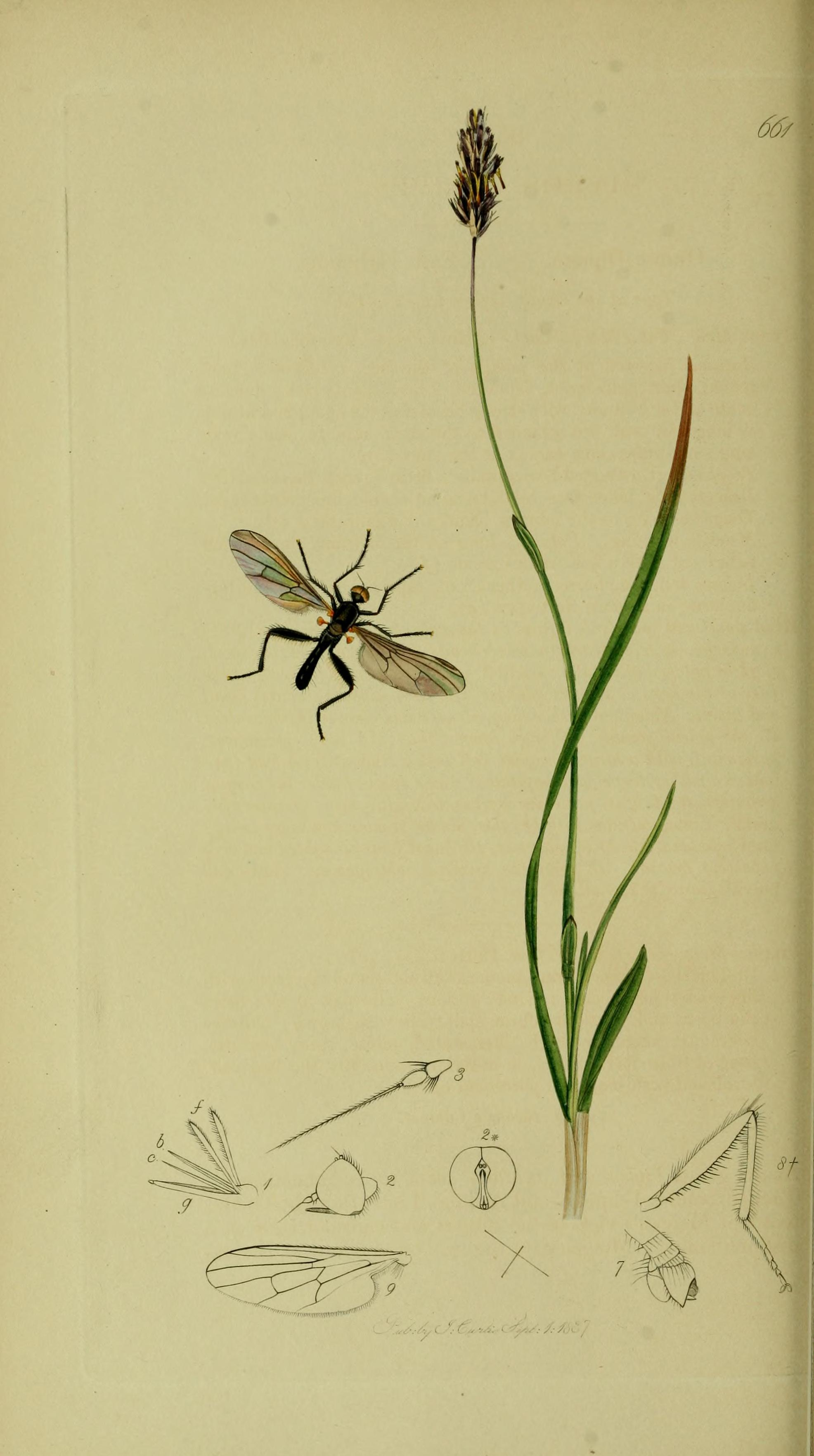